# Джон Лав
Джон Лав (на английски: John Love) е английски писател, автор на произведения в жанра научна фантастика и фантастичен трилър.

## Биография и творчество
Джон Лав е роден в Англия. По-голямата част от трудовия си живот прекарва в музикалната индустрия. Бил е управляващ директор на PPL (Phonographic Performance Limited), най-голямата организация за авторски права в света. Ръководил е нощния клуб Ocean в района Хакни, Източен Лондон. След пенсионирането си участва в различни обществени организации и е управител на местно училище за деца със специални нужди. Едновременно с това започва да пише.
Първият му роман, „Вяра“, е публикуван през 2012 г. Космическият кораб „Чарлз Мансън“ клас „Аутсайдер“ има задача да унищожи непобедимия чуждоземен кораб „Вяра“, който тероризира колониите на Федерацията. За целта командир Арон Фуурд е събрал екипаж от хора, надарени с уникални способности, но същевременно са социопати или психопати.
Джон Лав живее със семейството си в край Лондон в северозападен Кент.

## Произведения

### Самостоятелни романи
- Faith (2012)
Вяра, изд.: ИК „Бард“, София (2012), прев. Юлиян Стойнов
- Evensong (2015)
- Shipp: The Alien Wars of Earth (2018)